# Franz Heinrich Reusch
Pour les articles homonymes, voir Reusch.
Franz Heinrich Reusch (né le 4 décembre 1825 à Brilon et mort le 3 mars 1900 à Bonn) est un théologien et prêtre vieux-catholique prussien.
Avec Ignaz von Döllinger, Johann Friedrich von Schulte et le dernier évêque Joseph Hubert Reinkens, il rédige la déclaration de Nuremberg des 26 et 27 août 1870 contre le premier concile du Vatican, la première pierre de l'Église vieille-catholique en Allemagne .

## Carrière
Reusch devient professeur associé de l'exégèse de l' Ancien Testament à Bonn en 1858 et professeur ordinaire en 1861. Il travaille comme journaliste pour les nouvelles de l'église du Kölner Blätter (de). Reusch devient rédacteur en chef du Theologische Literaturblatt en 1865. Il écrit de nombreuses biographies pour l'Allgemeine Deutsche Biographie . De plus, il est rédacteur en chef du Altkatholischen Rituale.
De 1873 à 1878, Reusch est vicaire général de l'évêque Joseph Hubert Reinkens, avant de démissionner de ses fonctions pour protester contre l'abolition du célibat obligatoire pour les prêtres vieux-catholiques. En tant que recteur d'université, il rend possible les conférences syndicales de Bonn d'Ignaz von Döllinger en 1874 et 1875, puis rédige leur documentation. En 1886, il est nommé membre correspondant de l'Académie bavaroise des sciences.

## Travaux
- Erklärung des Buches Baruch. Freiburg 1853;
- Das Buch Tobias, übersetzt und erklärt. Freiburg 1857;
- Observationes criticae in librum Sapientiae. Freiburg 1861;
- Libellus Tobit e codice Sinaitico editus et recensitus. Bonn 1870;
- Lehrbuch der Einleitung in das Alte Testament. Freiburg 1859, 1864, 1868, 1870;
- Luis de Leon und die spanische Inquisition. Bonn 1873.
- Bibel und Natur. Vorlesungen über die mosaische Urgeschichte und ihr Verhältnis zu den Ergebnissen der Naturforschung. Freiburg 1862, 1866, 1870, Bonn 1876.
- Die biblische Schöpfungsgeschichte und ihr Verhältnis zu den Ergebnissen der Naturforschung. Bonn 1877.
- Der Index der verbotenen Bücher. Ein Beitrag zur Kirchen- und Literaturgeschichte. Bonn 1883–1885 (Nachdruck 1967 durch Scientia-Verlag, Aalen).
- Die Indices librorum prohibitorum des sechzehnten Jahrhunderts. Tübingen 1886 (Edition; Nachdrucke 1961 und 1960 durch B. de Graaf, Nieuwkoop).
- mit Ignaz von Döllinger: Die Selbstbiographie des Kardinals Bellarmin. Bonn 1887.
- mit Ignaz von Döllinger: Geschichte der Moralstreitigkeiten in der römisch-katholischen Kirche. Bonn 1888 (Standardwerk).
- Die Fälschungen im Traktat des Thomas von Aquin gegen die Griechen. Bonn 1889.
- Beiträge zur Geschichte des Jesuitenordens. München 1894.